# Svani
Gli svani  (sanni, cabardo: sone, georgiano: სვანი svani) sono un gruppo etnografico dei georgiani che in massima parte vive nella Svanezia, regione della Georgia, parlante la lingua svana.  L'auto-denominazione degli svani è mu-shaun, noti agli autori antichi come misimi.

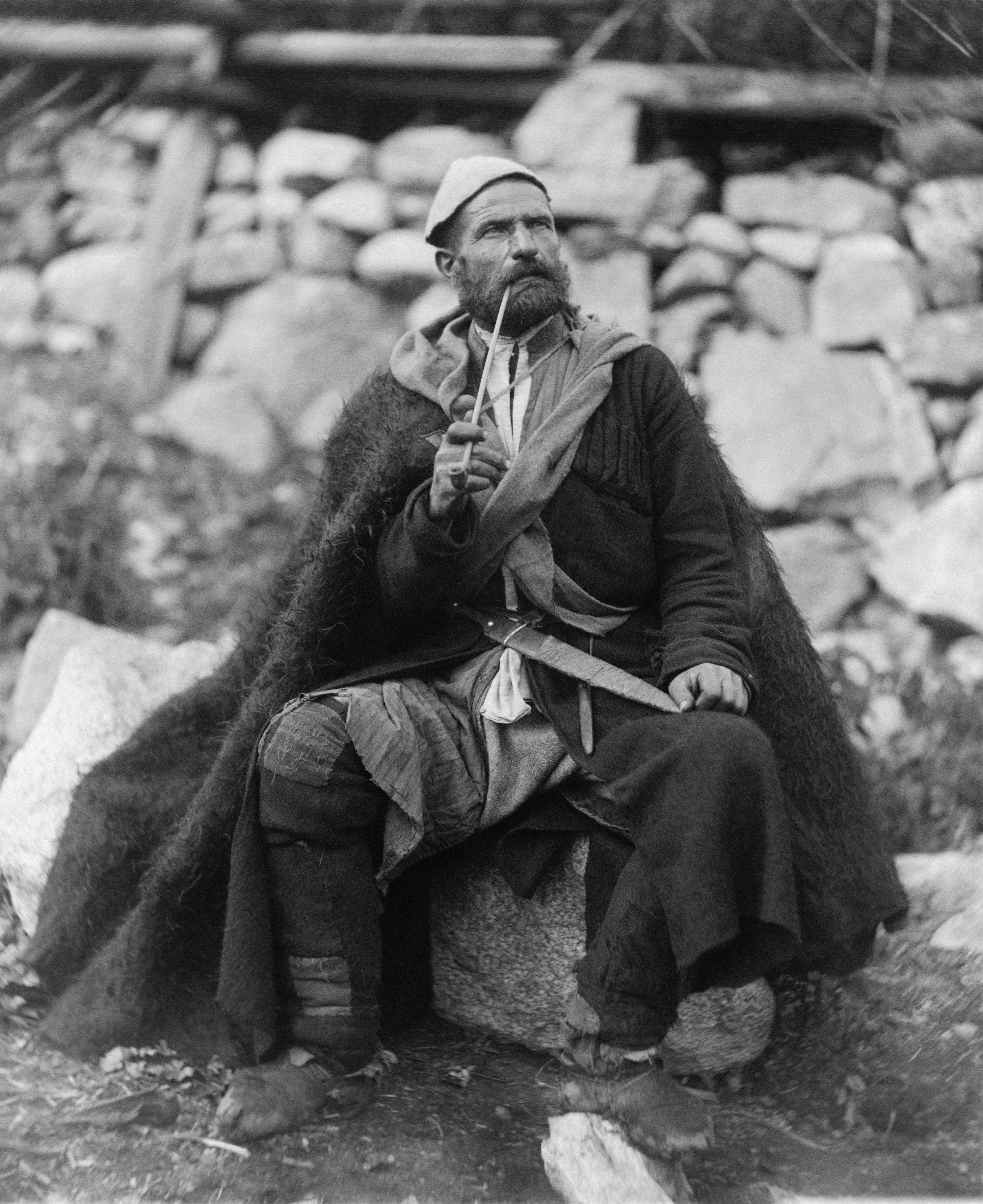
Svano con pugnale e lunga pipa fumante. Mest'ia (1888-1900)

## Storia
Gli svani vengono di solito identificati con i Soani (Soanes) menzionati dall'antico geografo greco Strabone, che li collocava più o meno nella stessa regione oggi occupata dagli svani.
Fino agli anni '30, i mingreli e gli svani avevano il proprio gruppo di censimento, ma venivano comunque classificati sotto la più ampia categoria dei georgiani. Sono cristiani georgiani ortodossi, venendo cristianizzati nel IV-VI secolo. Tuttavia, sono stati mantenuti alcuni resti dell'antico paganesimo. San Giorgio (noto come Jgëræg ai locali), un santo patrono della Georgia, è il santo più venerato. Gli svani hanno conservato molte delle loro antiche tradizioni, inclusa la vendetta di sangue (sebbene questa tradizione stia perdendosi con il passare del tempo, cedendo il posto alla legge). Le loro famiglie sono piccole, e il marito è il capofamiglia. Gli svani hanno un grandissimo rispetto per le donne più anziane delle famiglie.

## Lingua
Tipicamente bilingui, essi utilizzano anche il georgiano e, in proprio, la lingua svana non scritta, che insieme alle lingue georgiana, mingrelia e laz costituiscono la famiglia caucasica meridionale o cartvelica. La lingua svana è andata sempre ad essere rimpiazzata dal georgiano propriamente detto.

## Cultura
La cultura svana sopravvive meravigliosamente in massima parte nelle canzoni e danze. La Svanezia vanta la maggiore forma complessa di canto polifonico tradizionale per musica vocale georgiana.

## Svani famosi
- Temur Babluani (1948-), regista cinematografico, sceneggiatore e attore
- Géla Babluani (1979-), regista cinematografico
- Mikheil Gelovani (1893-1956) - attore, frequente interprete di Stalin
- Sopho Gelovani (1984-), cantante
- Yaroslav Iosseliani (1912-1978) - capitano di sottomarino della marina militare sovietica
- Nana Ioseliani (1962-), scacchista
- Otar Iosseliani (1934-), regista cinematografico in Georgia
- Mikheil Khergiani (1935-1969) - alpinista e scalatore
- Mikheil Kurdiani (1954-2010), filologo, linguista, scrittore, poeta e traduttore
- Tariel Oniani (1952-), boss mafioso